# International Financial Reporting Standard 13
Der International Financial Reporting Standard 13 – Bemessung des beizulegenden Zeitwerts (IFRS 13) ist ein internationaler Rechnungslegungsstandard (IFRS) des International Accounting Standards Board (IASB), der im Zusammenhang mit IFRS anzuwenden ist, die eine Bewertung oder Angaben zum beizulegenden Zeitwert (Fair Value) vorschreiben oder gestatten.

## Entwicklung
Im September 2005 wurde ein Projekt zur Bemessung des beizulegenden Zeitwerts in das Arbeitsprogramm des IASB aufgenommen und am 30. November 2006 ein Diskussionspapier herausgegeben. Einigen Entwurfsfassungen im Jahr 2010 folgt die Veröffentlichung von IFRS 13 am 12. Mai 2011. IFRS 13 ist auf Berichtsperioden anzuwenden, die am oder nach dem 1. Januar 2013 beginnen. Ein Unternehmen kann IFRS 13 auf eine frühere Bilanzierungsperiode anwenden, muss diesen Umstand dann aber angeben. Die Anwendung hat prospektiv zu Beginn des Geschäftsjahres zu erfolgen, in welchem der IFRS erstmals angewendet wird. Die Angabe von Vergleichsinformationen für Perioden vor der erstmaligen Anwendung ist nicht erforderlich.

## Inhalte
IFRS 13 definiert den beizulegenden Zeitwert (Fair Value), stellt die Bewertung des beizulegenden Zeitwerts dar und erläutert die Ausweispflichten.
IFRS 13 definiert den beizulegenden Zeitwert als den Preis, der in einer regulären Transaktion zwischen Marktteilnehmern am Bewertungsstichtag für den Verkauf eines Vermögenswerts erhalten oder für die Übertragung einer Verbindlichkeit zahlen würde. Bei der Bewertung wird unterstellt, dass die Transaktion auf dem vorrangigen Markt stattfindet, also dem Markt mit dem größten Volumen und der größten Anzahl von Marktaktivitäten für den Vermögenswert oder die Schuld. Ist ein solcher nicht vorhanden, muss für die Bemessung der vorteilhafteste Markt herangezogen werden. Darunter wird ein Markt verstanden, an dem sich unter Berücksichtigung der Transaktions- und Transportkosten der Verkaufspreis für einen Vermögenswert maximieren oder der Übertragungsbetrag für eine Schuld minimieren würde.
Die Bewertung soll sich primär an den beobachtbaren Marktpreisen für identische Vermögenswerte und Schulden ausrichten. Liegen diese nicht vor, ist eine dreistufige Bewertungshierarchie anzuwenden:
- Stufe 1 sind Preisnotierungen auf aktiven Märkten für identische Vermögenswerte oder Schulden, zu denen das Unternehmen am Bemessungsstichtag Zugang hat. Eine Marktpreisnotierung auf einem aktiven Markt stellt den verlässlichsten Nachweis für den beizulegenden Zeitwert dar und wird ohne Anpassungen bei der Bemessung des beizulegenden Zeitwerts verwendet, wo immer das möglich ist, wobei begrenzt Ausnahmen bestehen.
- Stufe 2 sind andere als die auf Stufe 1 genannten Marktpreisnotierungen, die für den Vermögenswert oder die Schuld entweder unmittelbar oder mittelbar zu beobachten sind.
- Stufe 3 sind nicht beobachtbare Inputfaktoren für den Vermögenswert oder die Schuld. Ein Unternehmen entwickelt nicht beobachtbare Inputfaktoren unter Verwendung der in diesem Umstand bestmöglich verfügbaren Informationen, was unternehmenseigene Daten beinhalten mag. Dabei sind alle Informationen über die von Marktteilnehmern getätigten Annahmen zu berücksichtigen, die vernünftigerweise verfügbar sind.

## Anwendungsumfang
Bewertung und Ausweis sind nicht bei IAS 17 (Leasingverhältnisse) und IFRS 2 (Bilanzierung anteilsbasierter Vergütungen) anzuwenden. Ebenso ist der Standard nicht bei Bewertungsansätzen anzuwenden, die nur Ähnlichkeiten zum beizulegenden Zeitwert aufweisen, wie der Restwert bei IAS 2 (Vorräte) oder der Nutzungswert bei IAS 36 (Wertminderung des Anlagevermögens).
Die Ausweispflichten des IFRS 13 gelten nicht bei Planvermögen, die zum beizulegenden Zeitwert ermittelt wurden, vgl. IAS 19 (Leistungen an Arbeitnehmer) sowie IAS 26 (Bilanzierung und Berichterstattung von Altersversorgungsplänen). Sie gelten auch nicht für Vermögensgegenstände, für die der erzielbare Betrag dem beizulegende Zeitwert minus Veräußerungskosten entspricht IAS 36 (Wertminderung des Anlagevermögens).